# Nichts als die Wahrheit (Sachbuch)
Nichts als die Wahrheit (im italienischen Original: Nienti’altro che la veritá) ist der Titel einer von Georg Gänswein, dem langjährigen Sekretär von Joseph Ratzinger, dem nachmaligen Papst Benedikt XVI., im Jahr 2023 vorgelegten Schrift über die Zeit, in der er für Benedikt XVI. tätig war. Das Werk wurde kurz nach dem Tode des Papstes veröffentlicht. Der Autor bezeichnete es als sein Anliegen, Fehldarstellungen über Benedikt den XVI. richtigzustellen. Wörtlich heißt es in der als Prolog bezeichneten Einleitung: 

„Die Erfahrungen dieser Zeit waren eine Gnade, die mir erlaubte, das wahre Gesicht einer der bedeutendsten Gestalten der Geschichte des letzten Jahrhunderts kennenzulernen, die von den Medien und Kritikern allzu oft herabgewürdigt wurde. Man bezeichnete ihn als »Panzerkardinal« oder »Rottweiler Gottes«, um seine Überzeugungen zu kritisieren, die in Wahrheit nichts anderes zum Ausdruck brachten, als seine profunde Treue zur Tradition und zum Lehramt der Kirche und den Schutz des katholischen Glaubens.“

## Inhalt des Werkes
Die eigentliche Darstellung Gänsweins ist in neun Kapitel unterteilt. 
Dabei befassen sich die ersten beiden Abschnitte (Der unkonventionelle »Auserwählte« und Der Philosoph und Theologe) mit der Zeit Ratzingers als Präfekt der Glaubenskongregation, wobei der Verfasser hier den Schwerpunkt auf die beiden letzten Jahre (2003–2005) legt, in denen er, nach der Erhebung seines Vorgängers Josef Clemens in den Bischofsstand, die Rolle des Sekretärs einnahm. 
Sodann wird in einem dritten Kapitel Unter dem Fallbeil die Wahl Benedikts XVI. im Jahr 2005 dargestellt. Die Kapitel 4–6 (Die Familie (nicht nur die Päpstliche), Die Stolpersteine des Regierungsapparats und Ein Allround-Lehramt) sind dem Wirken Ratzingers als Papst gewidmet. Das siebente Kapitel steht im Zeichen der Amtsaufgabe (Der historische Rücktritt, der Geschichte machte) und die beiden letzten Kapitel schließlich (Die Beziehung zwischen den beiden Päpsten und Stille Arbeit im Kloster) befassen sich mit dem Leben des emeritierten Papstes. 
Angefügt sind das auch offiziell veröffentlichte Geistliche Testament Benedikts XVI. und ein Nachwort des italienischen Journalisten und Vatikanisten Saverio Gaeta.

## Rezeption
Das Buch wurde zwiespältig aufgenommen. Durch den Zeitpunkt der Veröffentlichung unmittelbar nach Ratzingers Tod – die ersten Auszüge erschienen noch vor der Beerdigung – und einige ausgesuchte Vorab-Veröffentlichungen entstand der Eindruck, dass es sich um eine Art Kampfschrift gegen den amtierenden Papst Franziskus handeln könnte. Obwohl zumindest zwei Passagen auch kritisch sind (Gänsweins Erinnerungen an seine Beurlaubung vom Amt des Präfekten des Päpstlichen Hauses und die Darstellung des Motu proprio Traditionis custodes, mit dem Papst Franziskus die außerordentliche Form des Römischen Ritus beschränkte), bestreitet Gänswein eine solche Absicht. Dennoch wurde das Buch, insbesondere auch von Kardinälen, die Benedikt XVI. gekannt haben, als respektlos und unverschämt bezeichnet. Kardinal Schönborn sprach von "ungehöriger Indiskretion" bestätigte aber die sachliche Richtigkeit zweier ihn betreffender im Buch berichteter Vorgänge.
Das Interesse der Öffentlichkeit an den Erinnerungen Gänsweins war beachtlich. Bereits eine Woche nach seinem Erscheinen gelangte es auf Platz 1 der Spiegel-Bestsellerliste.
In dem 2024 erschienenen lnterviewbuch El Sucesor des spanischen Vatikan-Korrespondenten Javier Martínez-Brocal kritisierte Papst Franziskus die Umstände des Erscheinens des Buches. Der Erscheinungszeitpunkt am Tag des Begräbnisses von Papst Benedikt XVI. Anfang 2023 sei ein „Mangel an Anstand und an Menschlichkeit“ gewesen.